# واژانی (ناحیه ویشکوف)
واژانی (به چکی: Vážany) یک منطقهٔ مسکونی در جمهوری چک است که در ناحیه ویشکوو واقع شده‌است. واژانی ۵٫۴۵ کیلومتر مربع مساحت و ۴۶۲ نفر جمعیت دارد و ۲۸۰ متر بالاتر از سطح دریا واقع شده‌است.